# Pseudopanurgus fuliginosus
Pseudopanurgus fuliginosus är en biart som beskrevs av Timberlake 1973. Pseudopanurgus fuliginosus ingår i släktet Pseudopanurgus och familjen grävbin. Inga underarter finns listade i Catalogue of Life.